# Steinkiste von Leather Tor

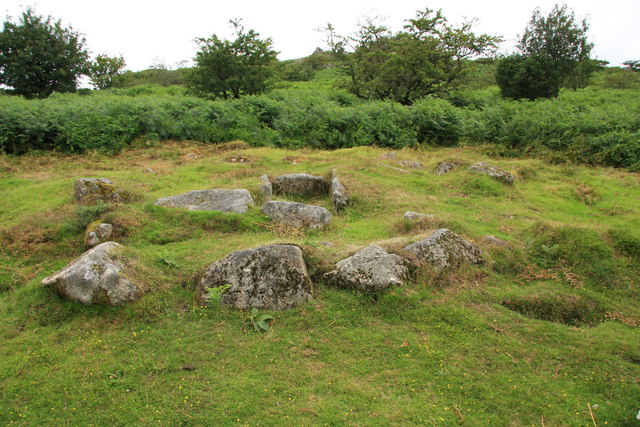
Steinkiste von Leather Tor

Die Steinkiste von Leather Tor (auch Leather Tor South genannt) liegt in einem randsteingefassten Ring- oder Tor-Cairn (englisch Platform Cairn Circle) von etwa 5,0 m Durchmesser an den südlichen Hängen des Leather Tor, zwischen dem Bach Devonport Leat und einem Feldweg, nördlich vom Sheepstor, in der Nähe des 1898 erbauten Burrator Reservoirs, bei Tavistock in Devon in England.
Von der Steinkiste sind drei Randsteine erhalten; der vierte und der Deckstein fehlen. Die großen Randsteine des Cairns sind nahezu komplett.
In der Nähe liegen der „Stan Lake Platform Cairn Circle“ und die Steinkiste am Down Tor.